# Peder Christiansen (folketingsmand)
 For alternative betydninger, se Peder Christiansen. (Se også artikler, som begynder med Peder Christiansen)
Peder Christiansen (født 1. juni 1809 på Halkærhus i Ullits ved Hobro, død 26. februar 1891) var en dansk gårdejer og politiker. Christiansen blev valgt til Folketinget ved et suppleringsvalg i Alborg Amts 4. valgkreds (Brorstrupkredsen) som blev afholdt efter pastor J.F. Jørgensen nedlagde mandat sit i 1851. Han indtrådte i Folketinget 22. december 1851, men tabte pladsen igen ved folketingsvalget 1852. Christiansenog forsøgte forgæves igen ved flere efterfølgende valg. Han blev endelig valgt ved folketingsvalget 1861 i Aalborg Amts 5. valgkreds (Nibekredsen) og sad i Folketinget til 1864. Christiansen stillede også forgæves op til valget til Rigsrådets Folketing i 1864.